# この大空に、翼をひろげて
『この大空に、翼をひろげて』（このおおぞらに、つばさをひろげて、英: If My Heart Had Wings）は、株式会社ウィルプラスのゲームブランドPULLTOPより2012年5月25日に発売された18禁恋愛アドベンチャーゲーム。略称は「ころげて」。PULLTOPのブランド10周年記念作品であり、工学系の学園のソアリング部を舞台に、グライダーで空を飛ぶ夢を追う主人公達の思いと絆を描く。萌えゲーアワード2012のGOLD大賞を受賞している。
本項では、2013年1月25日発売のファンディスク『この大空に、翼をひろげて FLIGHT DIARY』（以下『FLIGHT DIARY』と表記）、2014年7月25日発売のバラエティパック『この大空に、翼をひろげて SNOW PRESENTS』（以下『SNOW PRESENTS』）、5pb.Gamesより2016年3月31日に発売されたコンシューマー移植版『この大空に、翼をひろげて CRUISE SIGN』（以下『CRUISE SIGN』）についても説明する。

## 発売履歴
| 発売日        | タイトル・種別                            | 内容・詳細 |
| ------------- | ----------------------------------------- | --- |
| 2012年5月25日 | この大空に、翼をひろげて                  | 本編。 特典：サウンドトラックCD『Perfect Wing』 予約特典：アペンドディスク『Sweet Love パッチ』                                                             |
| 2013年1月25日 | この大空に、翼をひろげて FLIGHT DIARY     | ファンディスク。 本編同梱パックも同時発売。 |
| 2013年6月28日 | If My Heart Had Wings                     | 本編の英語ローカライズ版。MoeNovelブランドのデビュー作。 |
| 2014年7月25日 | この大空に、翼をひろげて SNOW PRESENTS    | メインヒロインとの同棲生活を描いたミニアドベンチャー、ソアリング部の冬合宿を描いたドラマCD、マキシシングルサウンドトラックを収録するバラエティパック。      |
| 2016年3月31日 | この大空に、翼をひろげて CRUISE SIGN      | PlayStation 3、PlayStation Vita用のコンシューマー移植版。本編とファンディスクの内容に加えて、追加シナリオ、青SHUN学園による新オープニングテーマなどを収録。 |
| 2017年5月12日 | この大空に、翼をひろげて Limited Edition  | iPhone/Android用サービス。 |
| 2019年9月5日  | この大空に、翼をひろげて                  | Nintendo Switch版。 |
| 2021年8月6日  | この大空に、翼をひろげて Flutter Wings    | 全年齢向け日本語PC版。『この大空に! PULLTOPジュブナイルパック』に収録。                                                                                     |
| 2022年        | この大空に、翼をひろげて 10周年記念グッズ | 抱き枕カバー タペストリー&キャラファインアクリル2種（特典：『この大空に、翼をひろげて GIFT EDITION』）                                                      |

## 製品構成
製品毎の搭載内容を次表に示す。ここに挙げたものをそれぞれの略称とする。
- 本編：Windows版『この大空に、翼をひろげて』
  - その英語版『If My Heart Had Wings』
  - そのスマートフォン移植版『この大空に、翼をひろげて Limited Edition』
  - そのNintendo Switch移植版
  - その全年齢版『この大空に、翼をひろげて Flutter Wings』
- FD：Windows版『この大空に、翼をひろげて FLIGHT DIARY』
  - その英語版『If My Heart Had Wings -FLIGHT DIARY-』
    - NW：その追加コンテンツ『New Wings: Akari』
- SP：Windows版『この大空に、翼をひろげて SNOW PRESENTS』
- CS：PlayStation 3/PlayStation Vita版『この大空に、翼をひろげて CRUISE SIGN』
- GE：10周年記念グッズ特典ミニADV『この大空に、翼をひろげて GIFT EDITION』
  - 小鳥Ver
  - あげはVer

| 内容         | 本編 | FD  | SP  | CS  | GE  | 備考                                |
| ------------ | ---- | --- | --- | --- | --- | ----------------------------------- |
| 原作シナリオ | Yes  | No  | No  | Yes | No  | エッチシーンは日本語Windows版のみ。 |
| 前日・後日譚 | —    | Yes | No  | Yes | No  | エッチシーンはFD日本語版のみ。      |
| ミニADV他    | —    | —   | Yes | No  | No  |                                     |
| 追加シナリオ | —    | NW  | —   | Yes | No  |                                     |
| 特典ADV      | —    | —   | —   | —   | Yes |                                     |

## システム
本作は、マウスクリックなどでテキストを読み進め、途中表示される選択肢から主人公（水瀬碧）の行動を選んでいくことで物語が分岐・進行する、オーソドックスな恋愛アドベンチャーゲームである。
この大空に、翼をひろげて
マルチエンディング形式。いわゆる攻略可能なヒロインは5人用意されている。ロックが掛けられているルートが存在し、対応する別のヒロインを先に攻略することで進行できるようになる。
アペンドディスク『Sweet Love パッチ』を追加インストールすると、各ヒロインルートクリア後に追加ストーリーが見られるようになる。
FLIGHT DIARY
本編の小鳥ルートのアフターストーリー、天音ルートのアフター・ビフォアストーリー、ほたる・佳奈子をヒロインとしたifストーリー、風戸姉妹ルートのアフターショートストーリー、姫城姉妹とのifストーリー、『PUSH!!』2012年5〜7月号に掲載された紺野アスタ作のノベルから任意に選んでプレイする形式。

## ストーリー
本作は二部構成になっている:131。メインストーリーになるのは一人の車椅子の少女の物語である:136。

### 第一部

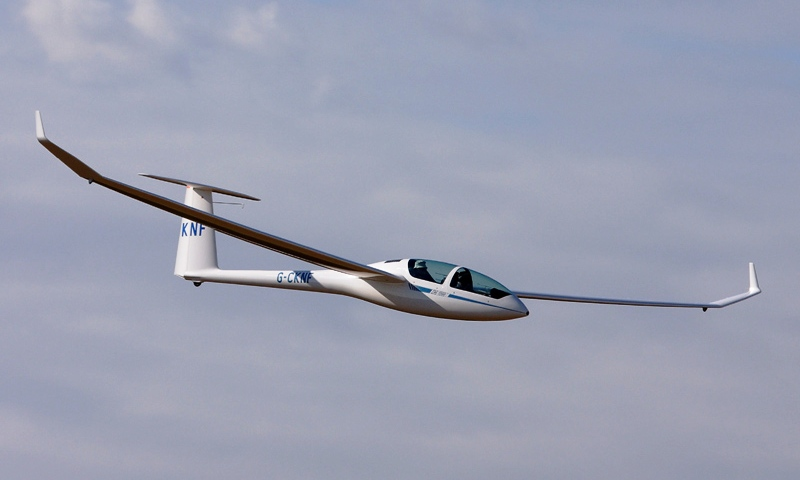
現実世界の複座グライダー。

自転車のロードレースで将来有望な選手だった水瀬碧（みなせ あおい）は、怪我で競技を引退し、5年振りに故郷の風ヶ浦に戻ってきた:20。風車の丘のたもとで休憩していると、丘の頂上から紙飛行機が飛んでくる:20。それは丘の上で動けなくなっていた車椅子の少女・羽々音小鳥（はばね ことり）が発したSOSで:20、碧と小鳥はそこで上空を飛ぶグライダーと運命的な出会いを果たす:20。本作の主な舞台は、碧が転入した工業系の5年制学校・恵風学園と、その女子寮・トビウオ荘である。小鳥も恵風学園の生徒であり、女子寮で暮らしている。碧は不動産業を営む母の依頼で、トビウオ荘の寮母を務める流れになる。
小鳥と碧はソアリング部の活動に興味を引かれる。ところが、そのソアリング部の部員は望月天音（もちづき あまね）ただ一人で、廃部の危機に直面しているという。碧は入部の意思を表明し、再会した幼なじみの姫城あげは（ひめぎ —）も参加を決めるが、小鳥は躊躇う。実は小鳥は学校を辞めようとしていたのだった。
下半身不随になる前、小鳥はどこにでもいる普通の少女だった。車椅子に乗るようになってから、周囲の哀れみの視線に耐えられず、実家から遠い恵風学園にやって来たのだが、新しい環境にも馴染めずにいたのだ。自身もまた、逃げてきた一人であった碧は小鳥の相談に乗る。翌日、ソアリング部に小鳥が現れ、入部を希望する。その手に持っていたのは、雲の回廊「モーニング・グローリー」の写真だった。
風ヶ浦の早朝の上空に数十年に一度出現するというモーニング・グローリー。存続が決まったソアリング部は、その上をグライダーで飛ぶことを目標に掲げる。初めはパイロットになりたがった小鳥だったが、不自由な足ではペダルが踏めないことから断念する。一同はその夏を主翼作りと操縦訓練に打ち込んで過ごす。
モーニング・グローリーの出現は「前日の夕暮れ、東の空が紫色になる」という前兆を伴うと伝えられていた。夏休みの終わり、ついにその前兆らしきものが現れる:25。早朝飛び立った碧と天音は幾分小さく形成された雲の回廊を目指す。二人のグライダーは善戦するが、回廊の近くで下降気流に巻き込まれ、失速してしまう:25-26。こうして一年目の挑戦は失敗に終わる:26。

### 第二部
舞台は翌年の夏。この一年、碧は電車で2時間の滑空場へ通い続け、ついに先日パイロット免許を取得していた。あげはと小鳥は工場でアルバイトをし、給料分の資材を受け取っていた。機体を改良するためだった。風戸亜紗（かざと あさ）と風戸依瑠（かざと よる）の双子の新入生が仲間に加わり:26、ソアリング部は再びモーニング・グローリーを目指す。
（以下、小鳥ルート）
ある日、小鳥がラブレターを貰う:28。結局小鳥は断るのだが、そのことを知った碧は小鳥の返事が気になり、急に意識しはじめる:28。改良機体には手でペダルを操作できる身障者用のコックピットが搭載されることになるが:32、碧が探していてくれたものだと知った小鳥は感激する。そして2号機の初フライト。小鳥を乗せて飛んだ碧は空の上で告白し、二人は恋人になる:29。

山頂Aを越える気流は冷却されて重くなる。山麓付近で温められて再び軽くなる。碧達は、Bに向かう山岳波を利用するべく飛行計画を練り直す。

8月下旬になり、この夏の終わりにモーニング・グローリーが高確率で発生すること、また一年前の小型の回廊は、今年の予兆であった可能性が高いことが判明し、ソアリング部一同は気負い立つ。

「モーニンググローリーを……雲の回廊を渡りたい。そうしたら、取り戻せる気がするの――未来が」

「未来？」

「……そう、未来。私がなくした、一番おっきなもの」

ところが、試験飛行の準備中に事故が起きてしまう。強風にあおられた機体が小鳥の車椅子に衝突し、投げ出された小鳥は脳震とうを起こしてしまったのだ。やって来た小鳥の父親は、小鳥がグライダーを続けることに反対し、小鳥を退学させて実家へ連れ帰ることを決める:34。さらに、ソアリング部の活動を安全面から問題視していた教師により、グライダーを飛ばすためのウインチが破壊されてしまう:35。
その日の夕方、東の空が青紫色に染まる。モーニング・グローリーは明朝――しかし、小鳥も、空を飛ぶ方法もない。諦めかけた碧のところへ小鳥から手紙と紙飛行機が届けられる。それは二度目のSOSだった。小鳥を乗せた自動車は東京に向かい先刻出発していた。碧は競技用のロードバイクにまたがると、脚も折れよとばかりにペダルを漕ぐ。そして下り坂で一気に加速し、小鳥に追いつく:34。
風車の丘では、碧が小鳥を連れ帰ることを信じて、ソアリング部のメンバーが「ゴム索曳航」の手筈を万端整えて待機していた。真夜中に招集された数十人の友人達がゴムで機体を引き、小鳥と碧の乗るグライダーは斜面を滑り降りるように離陸を果たす。
夜明け前の暗い空に飛び上がった2号機は、皆が振るサイリウムの光を頼りに月映山を目指す。最後は月映山の山岳波を利用できるかどうかに掛かっていた。小鳥は巧みな操縦でそれを捉える。強力な山岳波に乗った機体は2,000メートルの高度に到達する。夜が明け、小鳥と碧は眼前に展開するモーニング・グローリーの光景に圧倒される:35。「ここまで連れてきてくれてありがとう」と礼を述べる小鳥に碧は問いかける:35。

「見付かったか？」

「？」

「おまえがなくしたもの」

「……うん、たぶん」

「そうか。ならよかった」

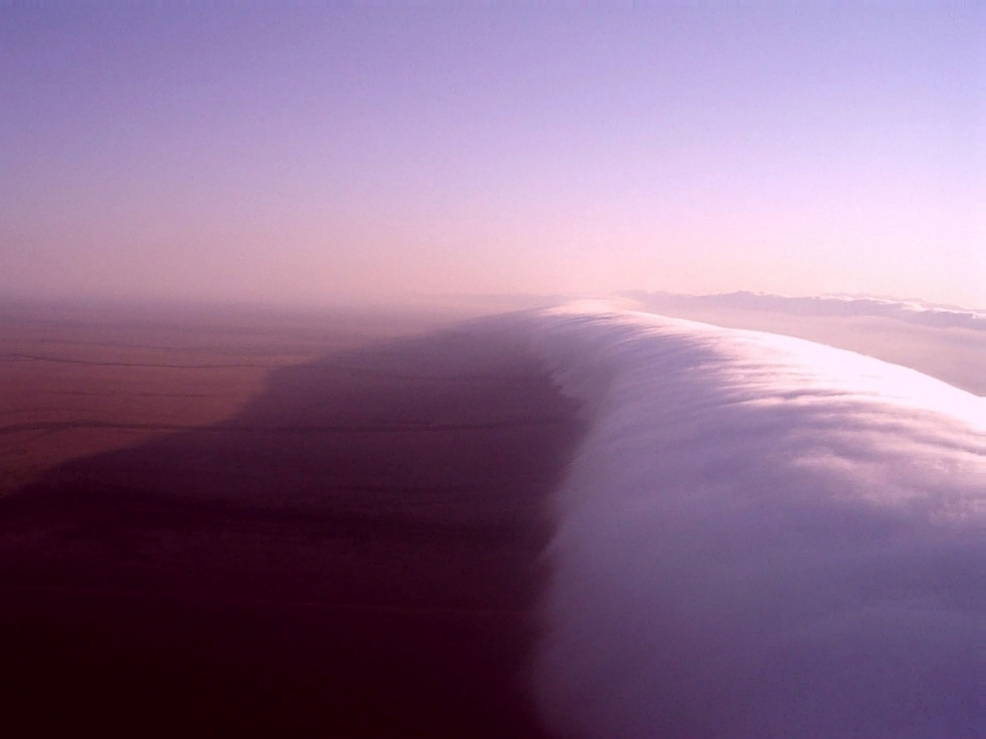
主人公たちが挑んだモーニング・グローリー。

「ふふ……私の人生も、捨てたもんじゃないね」:35

（終幕）

## 登場人物
（出典：） ※各キャラクターの学年表記は、本編第1部→第2部。
水瀬 碧（みなせ あおい）
本作の主人公:18。恵風学園2年→3年。
羽々音 小鳥（はばね ことり）
身長158cm、スリーサイズ：B81/W55/H84:6-7
学園2年→3年。本作のメインヒロイン。授業を休んでばかりで友達がいない。強気で意地っ張りで、自称「クールビューティー」。
姫城 あげは（ひめぎ あげは）
身長160cm、スリーサイズ：B90/W57/H87:8-9
学園2年→3年。碧と昔よく一緒に遊んだ幼なじみ:8-9。手先が器用で工学系の知識も豊富で、碧と同時にソアリング部に入部し:8-9、機体製作の中心となっている。
望月 天音（もちづき あまね）
身長162cm、スリーサイズ：B92/W59/H86:10-11
留年→卒業。先生も教わりに行くほどの天才。グライダーを完成させるため、たった1人でソアリング部を続けていた。
風戸 亜紗（かざと あさ）
身長150cm、スリーサイズ：B77/W56/H82:12-13
学園1年（第2部より登場）。依留の双子の姉でトビウオ荘の寮生。学園理事長の孫。皆に愛される性格。昔から空を飛ぶ物に興味があり、ソアリング部に入部する:12-13。
風戸 依瑠（かざと よる）
身長150cm、スリーサイズ：B77/W56/H82:14-15
学園1年（第2部より登場）。亜紗の双子の妹:14-15でトビウオ荘の寮生。姉とは逆にクールで素っ気ない性格。「天音先輩以来の天才」と評されている。姉が入部したソアリング部を手伝う。
姫城 ほたる（ひめぎ ほたる）
身長155cm、スリーサイズ：B84/W56/H83:16
学園1年→2年。あげはの妹。昔から碧に恋心を抱いているものの、姉に遠慮して秘密にしている:16。
※本編ではサブキャラクターだったが、『FLIGHT DIARY』『CRUISE SIGN』でヒロインに昇格。
時雨 佳奈子（しぐれ かなこ）
身長159cm、スリーサイズ：B91/W57/H86:17
学園3年→4年。トビウオ荘の寮生。下着姿で寮内を歩く癖がある:17。
※本編ではサブキャラクターだったが、『FLIGHT DIARY』『CRUISE SIGN』でヒロインに昇格。
雲居 朱莉（くもい あかり）
身長163cm、スリーサイズ：B84/W59/H85:17
学園3年→4年。生徒会副会長で、後に会長となる:17。
※本編・『FLIGHT DIARY』ではサブキャラクターだったが、『CRUISE SIGN』でヒロインに昇格。
五十嵐 達也（いがらし たつや）
碧・あげは・柾次の年上の幼なじみ。実家の町工場で働いており、ソアリング部の活動をいろいろと支援する:18。
田崎 柾次（たざき まさつぐ）
学園2年→3年。碧やあげはの幼なじみ:18。お調子者で目立ちたがり屋。
美鷺 イスカ（みさぎ いすか）
身長155cm、スリーサイズ：B79/W57/H84:17
天音の親友。学園のガレージに残されていたグライダーを発見し、天音と共にソアリング部を再開させた。
飛岡 鯨（とびおか くじら）
学園の教師:19で、ソアリング部を敵視している。
羽々音 隆夫（はばね たかお）
小鳥の父:19。
羽々音 ひばり（はばね ひばり）
小鳥の姉:16。社会人。
ハット
小鳥の部屋に同居しているアヒル（コールダック）。
霧乃 遙（きりの はるか）
『FLIGHT DIARY』の追加キャラクター。ソアリング部の新入部員。
中村 晴海（なかむら はるみ）
『FLIGHT DIARY』の追加キャラクター。ソアリング部の新入部員。

## スタッフ
（出典：、）
| 役名                              | 声優               |
| --------------------------------- | ------------------ |
| 水瀬 碧 『SNOW PRESENTS』ドラマCD | 四ツ谷サイダー     |
| 羽々音 小鳥                       | 星咲イリア:6-7     |
| 姫城 あげは                       | 萌花ちょこ:8-9     |
| 望月 天音                         | 五行なずな:10-11   |
| 風戸 亜紗                         | 雪都さお梨:12-13   |
| 風戸 依瑠                         | 有栖川みや美:14-15 |
| 姫城 ほたる                       | 羽鳥空:16          |
| 時雨 佳奈子                       | 優希芹果:17        |
| 雲居 朱莉                         | 如月葵:17          |
| 羽々音 ひばり                     | 遠野そよぎ:16      |
| 由佳                              | 奏雨:19            |
| 早苗                              | 羽鳥いち:19        |
| 亮子                              | 百瀬ぽこ:19        |
| 五十嵐 達也                       | 小次狼:18          |
| 田崎 柾次                         | 蒼井夕真:18        |
| ハット                            | 茶谷やすら:19      |
| 美鷺 イスカ                       | 春日りか:17        |
| 飛岡 鯨                           | 事務台車:19        |
| 羽々音 隆夫                       | 祭大!:19           |
| 霧乃 遙                           | 白月かなめ         |
| 中村 晴海                         | 佐和真中           |

この大空に、翼をひろげて
- 企画・シナリオ - 紺野アスタ（共通パート、小鳥・天音ルート）
- キャラクターデザイン・原画 - 八島タカヒロ（小鳥、天音、朱莉、ひばり、イスカ、男性キャラクター）、基井あゆむ（あげは、ほたる、亜紗、依瑠、佳奈子）、田口まこと（SD原画）
- シナリオ - 七烏未奏（亜紗・依瑠ルート）、奥田港（あげはルート）
- グラフィックチーフ - 八島タカヒロ
- 音楽 - TWOFIVE
- プレビュームービー - はらだ
- オープニングムービー - ハッピーヒップバルーン
- サイト製作 - さえきそれなり、まーと
- 企画・ディレクション - Yow

FLIGHT DIARY
- 企画・シナリオ - 紺野アスタ
- キャラクターデザイン・原画 - 八島タカヒロ、基井あゆむ、田口まこと（SD原画）
- シナリオ - 七烏未奏、奥田港、御剣ヒロ
- グラフィックチーフ - 八島タカヒロ
- 音楽 - TWOFIVE
- 演出ムービー - はらだ
- オープニングムービー - ハッピーヒップバルーン
- サイト製作 - 床リンゴ
- 企画・ディレクション - Yow

SNOW PRESENTS
- 企画・ディレクション - Yow

アドベンチャー
- シナリオ - 紺野アスタ
- キャラクターデザイン・原画 - 八島タカヒロ
- 3Dモデリング・ムービー - ハッピーヒップバルーン
- 音楽 - TWOFIVE
- モーションムービー - はらだ

ドラマCD
- シナリオ - 御剣ヒロ
- ジャケットイラスト - 田口まこと
- 音響編集 - アスガルド

## 主題歌
主題歌は全てMinao Ohseが詞を提供し、おおくまけんいちが作曲したものである。本編オープニングテーマ「Precious Wing」は茶太が、メインテーマ「Perfect Sky」は霜月はるかが、FLIGHT DIARYのメインテーマ「Brand-New World」はDucaが歌った。SNOW PRESENTSのオープニングテーマ「Private Sky」は作中で小鳥を演じた星咲イリアが歌った。CRUISE SIGNのイメージソング・エンディングテーマ「Dear blue sky」を歌ったのは声優の原由実である。

### 一覧
オープニングテーマ「Precious Wing」
作詞 - Minao Ohse / 作・編曲 - おおくまけんいち / 歌 - 茶太
メインテーマ「Perfect Sky」
作詞 - Minao Ohse / 作・編曲 - おおくまけんいち / 歌 - 霜月はるか
FLIGHT DIARYメインテーマ「Brand-New World」
作詞 - Minao Ohse / 作・編曲 - おおくまけんいち / 歌 - Duca
SNOW PRESENTSオープニングテーマ「Private Sky」
作詞 - Minao Ohse / 作・編曲 - おおくまけんいち / 歌 - 星咲イリア
SNOW PRESENTSメインテーマ「Perfect Sky 合唱Ver」
作詞 - Minao Ohse / 作・編曲 - おおくまけんいち / 歌 - 星咲イリア、萌花ちょこ、五行なずな、雪都さお梨、有栖川みや美
CRUISE SIGNテーマソング「The Power of The Wing」
作詞 - Minao Ohse / 作・編曲 - おおくまけんいち / 歌 - 青SHUN学園
CRUISE SIGNイメージソング・エンディングテーマ「Dear blue sky」
作詞 - Minao Ohse / 作・編曲 - おおくまけんいち / 歌 - 原由実

### 収録メディア
初回限定版同梱特典のサウンドトラック『Perfect Wing』には、両曲のショートバージョンとBGMが収録。別売のマキシシングルCD『Perfect Sky/Precious Wing』に、両曲のフルバージョン／インストゥルメンタルが収録されている。

## サウンドトラック
2013年8月10日（コミックマーケット84）において、パーフェクトコンプリートサウンドトラック『Sky, Wing and World』が発売された。本編とFLIGHT DIARYのBGM29曲と主題歌3曲（およびそのオフボーカル版3曲）の合計35曲が音楽CD2枚に収められている。
| #         | タイトル                               | 作詞      | 作曲    | 時間 |
| --------- | -------------------------------------- | --------- | ------- | ---- |
| 1.        | 「A New World」                        |           | TWOFIVE | 3:23 |
| 2.        | 「dreamin' little bird」               |           | TWOFIVE | 2:35 |
| 3.        | 「Cheerful butterfly」                 |           | TWOFIVE | 1:53 |
| 4.        | 「Sky Sound」                          |           | TWOFIVE | 2:10 |
| 5.        | 「Brightening Way」                    |           | TWOFIVE | 2:17 |
| 6.        | 「Evening talk」                       |           | TWOFIVE | 2:02 |
| 7.        | 「Step by step」                       |           | TWOFIVE | 2:35 |
| 8.        | 「Flying fish diary」                  |           | TWOFIVE | 2:07 |
| 9.        | 「I am a Fool♪」                       |           | TWOFIVE | 1:59 |
| 10.       | 「Duck's call "quack! quack! quack!"」 |           | TWOFIVE | 2:01 |
| 11.       | 「Great Carnival!」                    |           | TWOFIVE | 2:16 |
| 12.       | 「Secret Gardens」                     |           | TWOFIVE | 1:58 |
| 13.       | 「Sweet, on your side」                |           | TWOFIVE | 2:19 |
| 14.       | 「a reminiscence」                     |           | TWOFIVE | 3:10 |
| 15.       | 「Hikari」                             |           | TWOFIVE | 3:21 |
| 16.       | 「White leaf」                         |           | TWOFIVE | 2:25 |
| 17.       | 「Nobody's」                           |           | TWOFIVE | 2:47 |
| 18.       | 「Under drops」                        |           | TWOFIVE | 2:46 |
| 19.       | 「Stall:out of control」               |           | TWOFIVE | 2:42 |
| 20.       | 「It's a simple style」                |           | TWOFIVE | 2:12 |
| 21.       | 「Every day is Soaring days」          |           | TWOFIVE | 2:09 |
| 22.       | 「SUMMER-Time of life」                |           | TWOFIVE | 2:27 |
| 23.       | 「Open the Wind」                      |           | TWOFIVE | 2:10 |
| 24.       | 「Pure Glider」                        |           | TWOFIVE | 2:35 |
| 25.       | 「Something I'll Never give up」       |           | TWOFIVE | 2:25 |
| 26.       | 「Over the top」                       |           | TWOFIVE | 2:31 |
| 27.       | 「Morning Glory」                      |           | TWOFIVE | 3:28 |
| 28.       | 「My World」                           |           | TWOFIVE | 2:20 |
| 29.       | 「INNOCENT AIR」                       |           | TWOFIVE | 3:23 |
| 合計時間: | 合計時間:                              | 合計時間: | 72:26   |      |

| #         | タイトル                           | 作詞       | 作曲             | 歌唱       | 時間  |
| --------- | ---------------------------------- | ---------- | ---------------- | ---------- | ----- |
| 1.        | 「Precious Wing」                  | Minao Ohse | おおくまけんいち | 茶太       | 4:15  |
| 2.        | 「Perfect Sky」                    | Minao Ohse | おおくまけんいち | 霜月はるか | 4:46  |
| 3.        | 「Brand-New World」                | Minao Ohse | おおくまけんいち | Duca       | 4:36  |
| 4.        | 「Precious Wing (instrumental)」   |            | おおくまけんいち |            | 4:15  |
| 5.        | 「Perfect Sky (instrumental)」     |            | おおくまけんいち |            | 4:46  |
| 6.        | 「Brand-New World (instrumental)」 |            | おおくまけんいち |            | 4:34  |
| 合計時間: | 合計時間:                          | 合計時間:  | 合計時間:        | 合計時間:  | 27:12 |

『SNOW PRESENTS』の主題歌・BGMは同梱のサウンドトラック『Private Sky』に収録されており、その内容は以下のとおりである。
| #         | タイトル                | 作詞       | 作曲             | 歌唱           | 時間  |
| --------- | ----------------------- | ---------- | ---------------- | -------------- | ----- |
| 1.        | 「Private Sky」         | Minao Ohse | おおくまけんいち | 星咲イリア     | 4:06  |
| 2.        | 「Perfect Sky 合唱ver」 | Minao Ohse | おおくまけんいち | 星咲イリア、他 | 4:46  |
| 3.        | 「In our home」         |            | TWOFIVE          |                | 2:44  |
| 4.        | 「Happiness」           |            | TWOFIVE          |                | 2:46  |
| 5.        | 「Season Passage」      |            | TWOFIVE          |                | 2:58  |
| 合計時間: | 合計時間:               | 合計時間:  | 合計時間:        | 合計時間:      | 17:20 |

## 制作・広報（PULLTOP&MoeNovel）

### 企画
本作は「グライダー」「青春」といったキーワードを重視する作品として、2006年12月の時点で初期案が企画されていた:130。作品構想の発端は「空と車椅子の少女」で、その車椅子の少女を空へ連れて行ってあげたい、という思いからであり、動力を積まないピュアグライダーを題材にしたのは、とても自由で魅力的に感じたからだという。そのときはウィル（ウィルプラスの前身）の社内コンペで『しろくまベルスターズ♪』に敗れ、約4年もの間お蔵入りとなる:130。Yowは、2010年の11月に紺野アスタを招いて設定・シナリオをまとめ直すことにした:130。紺野は企画書を一読して「地味」との印象を持ったという:130。
当初の企画が『この大空に、翼をひろげて』に生まれ変わった決め手は「目標の明確化」（紺野）であった:130。その時期、別件で気象に関する資料を集めていた紺野はモーニング・グローリーの存在を知るや、「これしかない！」と即座にYowに連絡を取った:130。伴い、キャラクターの設定や世界観などの細部は詰め直すことになった:130。
キャッチコピーは「好きになるって、こういうこと。きっと。」で、ディレクターのYowによれば「誰かを・何かを好きになる」ことが作品のコンセプト。

### 開発
Yowと紺野は2011年1月に滑空場へ取材に赴いた。元PULLTOPディレクターの朝妻ユタカの紹介によるものであった。この取材により、グライダーの組み立て工程や運用・飛行中の心情など、細部の描写が可能になったという:131。紺野はまたこの時、物語の目標が「飛ぶためだけに飛ぶ」になるところ、航行距離や運用に制限のあるピュアグライダーは目標到達の達成感を描くのに適した素材ではないかという思いを強めたとしている:131。
小鳥シナリオ終盤のクライマックスについては、重量のある複座機をゴム索で離陸させることが実際に可能かどうか、時間をかけた調査が行われた:133。丘の上から複座式グライダーをゴム索曳航で飛ばしている資料がひとつだけ見付かり、作中の描写と条件面で一致していたことから、自信を持つことができたと紺野は述べている:133。

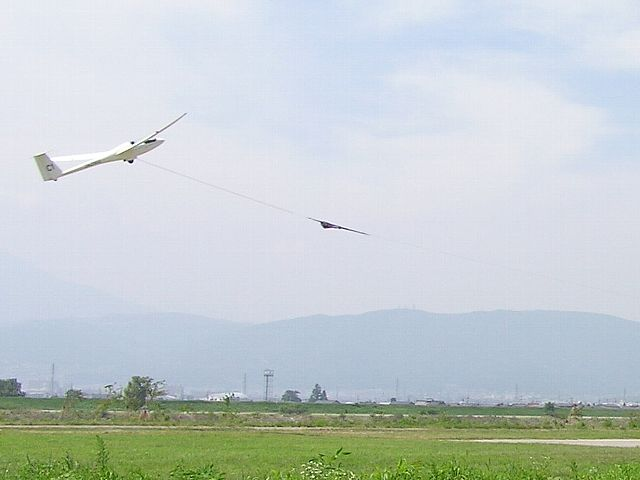
ウインチによる発航。
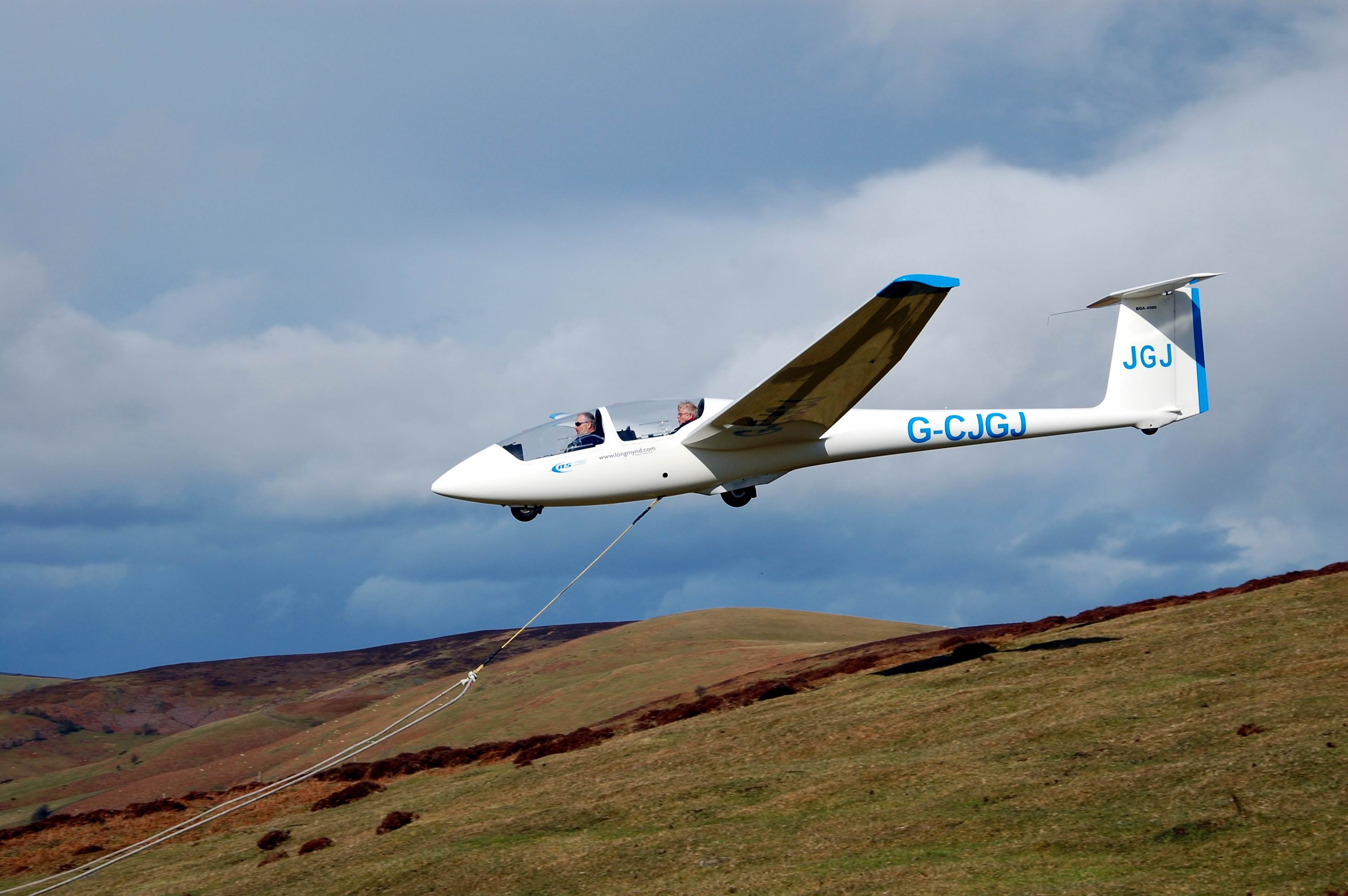
ゴム索による発航。
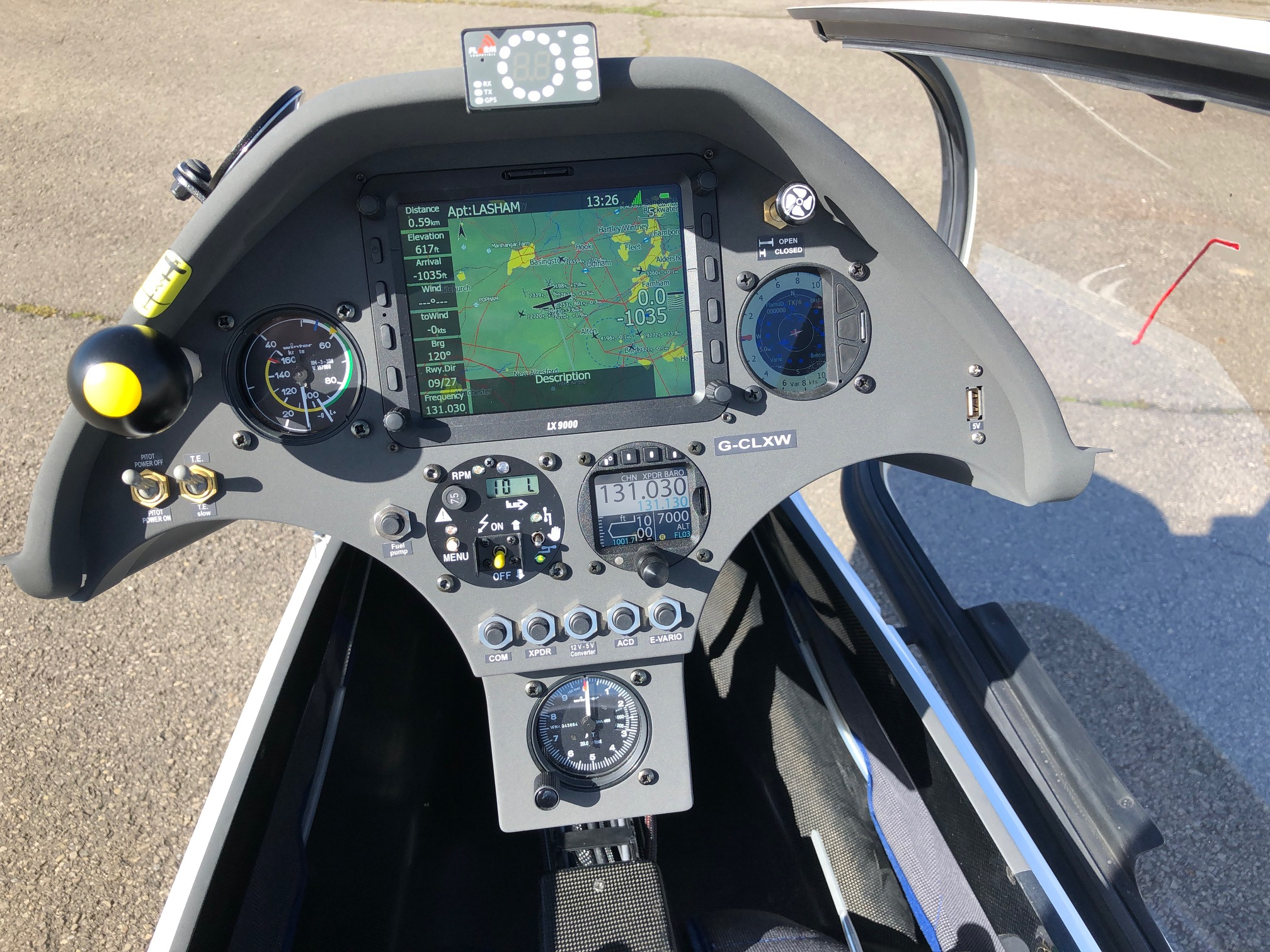
コックピット。
- 群馬県上空を飛ぶグライダー。

2010年に発売された『恋神 -ラブカミ-』と同じく、八島タカヒロ、基井あゆむ、田口まことが原画を担当した。グラフィックチーフを兼任した八島にとっては2作目の原画担当で、『恋神 -ラブカミ-』では既存のPULLTOPユーザーを意識したキャラクターデザインだったが、本作では“新しいPULLTOP”を前面に出すため、キャラの頭身を高くするなどデザインを一新した。即ち、「記号的」な要素を極力排除し、青春を生きる少女達をリアルに描いたのである:124。またコックピットや機器類に関しても資料を集め:124、背景スタッフと協力して:127、実物どおりに描いた:124。
トビウオ荘のサブキャラクター（由佳、早苗、亮子）は、最初は音声のみか、もしくは加えてシルエットを表示するつもりであったが、「寮っぽさはないし、なんだかホラー作品っぽくなるし……」とYowが立ち絵を描き足した。マスコットキャラクターのハットもYowが自ら筆を取ったものである:134。

#### キャラクターメイキング
水瀬 碧

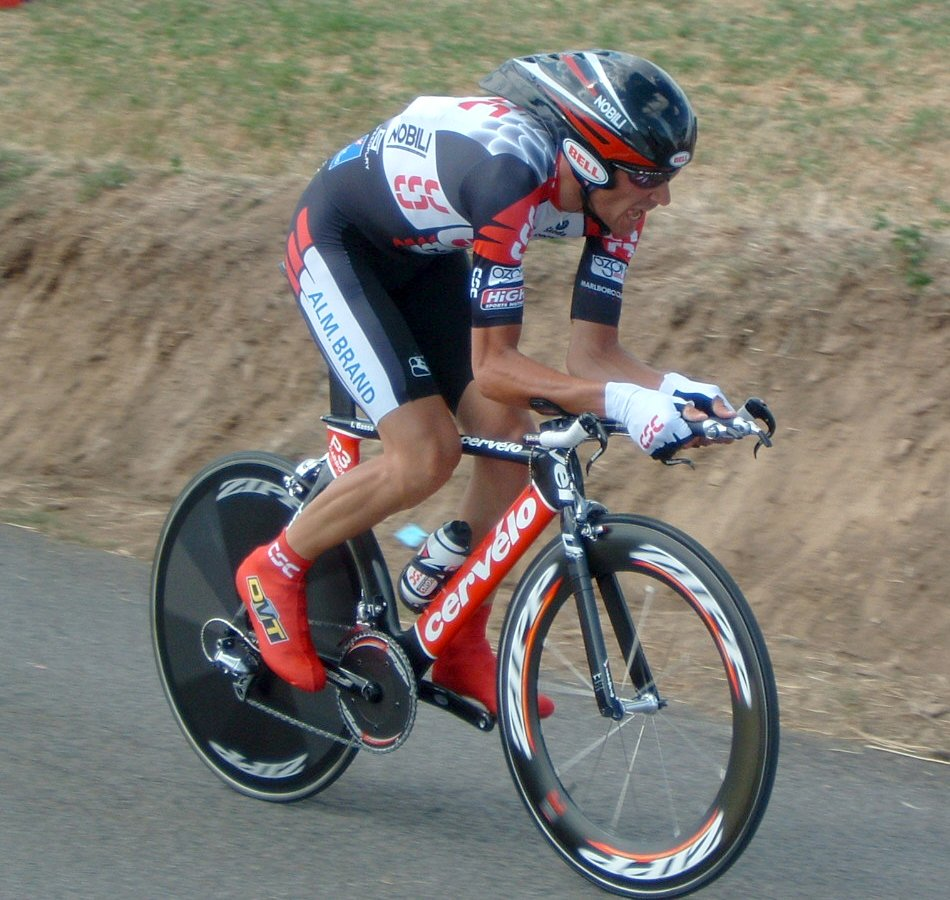
「そうだなぁ、思いっきり漕げば、普通に走ってる車ならギリギリ追い越せるかな」（碧の台詞）。

- 自転車競技出身という設定は、自転車で走るイメージが爽快であったことと、自転車にピュアグライダーや風車に通じるものを感じたためであるという。紺野は、碧が挫折を経験していることは主人公として重要な資格であるとし、「主人公像は“無特徴”にするのではなく、バックボーンを持たせることで、ヒロインたちに共感できる人物になれると思ったんです。」と説明している:133。
- 体育会系の碧のデザインについて、八島は、体格がよすぎても違和感があるだろうため、また優しさを伝える目的もあり、筋肉豊かながら細身のボディーバランスを心がけたとしている:126。

羽々音 小鳥
- 小鳥の存在は作品全体に影響を及ぼしており、その口から作品全体のテーマが語られる場面が存在する。また、車椅子のヒロインは作品の売りではあるとしつつ、読者の同情を誘うような表現は絶対にしたくなかったと紺野は述べている。物語序盤の小鳥の台詞「くーるびゅーちー」はYowの企画書にあったフレーズである。紺野がこの表現を気に入ったため、リテイクの都度「くーるびゅーちー」だけは必ず残されたという:132。
- デザインコンセプトとしては、車椅子に乗っていること、黒髪ロングであること、の2点は最初から決定していた。八島は初め儚い印象を与えるようにしたが、「もっとリアルにしたほうがいい」とYowからの指示を受け、練り直していった。車椅子については流線型のデザインを取り入れた:124-125。

姫城 あげは
- あげはシナリオ担当の奥田によれば、あげはシナリオのテーマは「好きになるって、こういうこと」そのものであり、それが青春であるという。全員で力を合わせて目標に挑戦する小鳥シナリオと展開がかぶることを避けるため、あげはに空を飛ばせることは早々に断念したとしている。喩えるなら、登山の頂上アタック隊が小鳥・天音シナリオ、あげはシナリオはバックアップであるという:136。
- Yowは八島の初期デザインから記号的なパーツをことごとく削除していった。最終的にアゲハチョウ型のリボンだけが残された。八島は、記号的な要素はなくなったものの、活発な性格がわかりやすくなったのではないかとしている:125。

望月 天音
- 天才ヒロインである。紺野は「天音は天才であって、天然です」とする。他人と感じ方が違う部分にコンプレックスを抱えているキャラクターであるとし、強引に介入してそのような部分を含めて自分を認めてくれた碧たちが心の支えになった、という解説を与えている:132。
- 天音は最初にデザインが固まったキャラクターである。地味なキャラクターだが地味すぎないようにしたという。他のキャラクターは天音のデザインを基準にしてバランスがとられている:125。

風戸 亜紗・依瑠
- 双子のシナリオを担当した七烏未によれば、依瑠シナリオのテーマは「青春がなんなのかがわからないひとりの女の子がそれを知る話」であるといい、対して亜紗が劣等感と折り合う様を描く彼女のシナリオは、依瑠シナリオの対照であるとしている:137。
- 正反対の性格の二人ではあるが、双子なので外見を大きく変えることはできなかった。性格を出すためにこだわったのは、立ち絵のポーズや表情であったという:125-126。

#### 収録
ビジュアルファンブックには声優のインタビューコメントが掲載されている。その中からいくつかを以下に紹介する。
- 羽々音小鳥を演じた星咲イリアは、役を自分のものにするまでが大変なキャラクターであったと振り返っている。印象に残ったシーンは大空の告白と、「碧、いくよ」（山岳波からモーニンググローリーへ向かうときの台詞）と告げるシーンであったとしている。特に後者においては演じながら鳥肌が立っていたとし、自然と涙が流れたという[11]:138。
- 風戸依瑠を演じた有栖川みや美は、「青春、見つけました」という台詞を収録する際、感極まったと述べている。一方「1人より2人だ」（注：依瑠シナリオでは碧が双子に二股をかける展開になる）には衝撃を受けたとしている[11]:139。

#### 楽曲制作
主題歌
オープニングテーマ「Precious Wing」
おおくまは「陰影のコントラストというか、感情の出し方みたいなところでつまづいて、なかなか足が前に出ない曲になってしまった」ように感じたと振り返り、「逆に言えば、気持ちだけが前に進もうとする空回り状態というのが、この曲の裏のテーマになっている」かもしれないとしている。茶太は「前向きな気持ちで歌うように努めました」と述べている:137。
メインテーマ「Perfect Sky」
変拍子のイントロから入り、転調が多用されている曲である。これらはおおくまが計算したもので、「理詰めで作った曲」だとしている。おおくまはまたMinaoの詞について、その最後のフレーズが「ハンデを持った人を強く励ましていて、とても温かく感じました。」と好意的に評している。霜月はるかは「グライダーが向かい風で青空にあがっていくイメージを抱きながら」歌った一方、ヒロイン（小鳥）の設定的に影の差す雰囲気もリクエストされ、抑えめながら切なさも意識したという:136。
BGM
「A New World」はティザーサイトに使うため、他曲に先駆けて作られた。おおくまが、主人公・碧の気持ちになり、風ヶ浦の風景に向かい合ったとき、自然とこの曲のメロディが生まれてきたという。また、いくつかの曲にはケルト音楽が取り入れられている。例えば、日常曲「Cheerful butterfly」はギターのストロークから入り、ケルト楽器による世界観の演出が続く。「Great Carnival!」はギャグシーンで流れる曲であり、リバーダンスのような曲を意識して作ったという。
「Morning Glory」はその名が示すように、モーニング・グローリーに到達した場面で流れる曲である。「A New World」のイントロと「Perfect Sky」の間奏は、この最後の演出のため、おおくまが仕込んでおいた伏線であり、同じモチーフが「Morning Glory」に再び現れるようになっている。

### 広報
PULLTOPは2012年4月6日に本作体験版を公開した。その際、体験版ユーザーを対象にレビューコンテストを実施した。

### ファンディスク

#### FLIGHT DIARY
ファンディスクについては、ディレクターのYowは「やれたらいいな」という程度の気持ちだったが、企画・シナリオ担当の紺野アスタが作る気満々だったという。もともと紺野は本編制作時に「これで受け入れられなければ、今後はシナリオの書き方を変える」と玉砕覚悟で臨んでいたが、制作中からチーム内でのシナリオの評判が良く、その後公開された体験版の評判も良かったため、本編の発売直前にファンディスク制作が決定した。PULLTOP初のファンディスクとして企画・制作された。
本編の小鳥ルートのアフターストーリーは「受け継がれる翼」がテーマ。本編のキャラクター人気投票でサブキャラクターながらも上位に入ったほたる・佳奈子をヒロインに昇格させた。
PULLTOP初のファンディスクということもあり、おおくまは新オープニングテーマ「Brand-New World」を作るにあたり奮起したという。おおくまはまた、詞の中において全ストーリーの重要イベントが触れられていると指摘し、Minaoの技量を賞している。

#### SNOW PRESENTS
小鳥の3Dモデリングアニメーションや音声のバイノーラル録音など、臨場感を高める演出がなされている。
『SNOW PRESENTS』を制作する前、おおくまは星咲イリアの個人CDに参加していた。その際研究したことを踏まえ、星咲専用にカスタマイズした曲をオープニングテーマとして提供したという。

### 海外展開
2012年5月25日の日本語版の発売に続き、2013年6月に英語ローカライズ版が発売された。PULLTOPは英語版を全年齢向けの内容に適合させるべく、全ての成人向けコンテンツを除去するという徹底的な改修を施した。2019年9月のNintendo Switch版（日本語、英語、中国語）の発売に際し、TheGamerは次のように作品紹介を行っている。

## 制作・広報（5pb.）
イメージソング・エンディングテーマを歌った原は、収録時に「ささやくように、息成分を多めに」歌うよう指示がなされたといい、これが意外であったとしつつ、「曲が持つ爽やかさとかわいらしさに、ささやくような歌いかたがうまくマッチしていると思います」と語っている。
CRUISE SIGNの発売日は二度延期されている。当初の予定は2014年9月25日であったが、2014年10月30日に一旦延期された。2014年10月3日になり再度延期され、発売日は未定とされた。最終的に2016年3月31日に発売された。

## 反響

### 売り上げ
この大空に、翼をひろげて
本作は発売月（2012年5月）の売り上げにおいて、PCpressの集計では1位、Getchu.comの集計では1位、アダルトゲーム月刊誌『BugBug』の集計では1位を記録した。発売年（2012年）においては、Getchu.comの集計では上半期11位、年間21位であり、『BugBug』の集計では17位であった。なお、これらの集計において販売本数は明らかにされていない。
If My Heart Had Wings
　
Limited Edition
2017年5月12日に配信開始され、その後、累計ダウンロード数が100万本を突破したことが2019年2月19日に発表された。
Switch版
　
Flutter Wings
『この大空に! PULLTOPジュブナイルパック』はその発売月（2021年8月）の売り上げにおいて、Getchu.comの集計では上位20位の圏外、『BugBug』の集計では19位を記録した。
FLIGHT DIARY
ファンディスクの『FLIGHT DIARY』は、その発売月（2013年1月）の売り上げにおいて、PCpressの集計では3位、Getchu.comの集計では2位、『BugBug』の集計では2位を記録した。発売年（2013年）においては、Getchu.comの集計では上半期7位、年間11位であり、『BugBug』の集計では19位であった。これらの集計において販売本数は明らかにされていない。　
SNOW PRESENTS
ファンディスクの『SNOW PRESENTS』は、その発売月（2014年7月）の売り上げにおいて、PCpressの集計では15位、Getchu.comの集計では5位、『BugBug』の集計では6位を記録した。発売年（2014年）においては、Getchu.comの集計では上位50位の圏外であり、『BugBug』の集計では上位20位の圏外であった。これらの集計において販売本数は明らかにされていない。
CRUISE SIGN
　

### 人気投票
| 部門名       | Getchu.com | TECH GIAN | BugBug    |
| ------------ | ---------- | --------- | --------- |
| 総合         | 3位/20位   | 7位/30位  | 3位/30位  |
| シナリオ     | 4位/20位   | 3位/10位  | 5位/30位  |
| グラフィック | 8位/20位   | 10位/10位 | 部門なし  |
| 音楽         | 9位/20位   | 5位/10位  | 4位/20位  |
| システム     | 圏外/20位  | 圏外/10位 | 28位/30位 |
| ヴォイス     | 部門なし   | 部門なし  | 9位/20位  |
| ムービー     | 6位/20位   | 部門なし  | 部門なし  |
| エッチ       | 圏外/20位  | 圏外/10位 | 圏外/30位 |
| キャラクター | 0人/20位   | 1人/10位  | 1人/30位  |

この大空に、翼をひろげて
本作は発売月（2012年5月）のユーザー人気投票において、Getchu.comの1位を獲得した。発売年（2012年）の人気投票においては、Getchu.comでは総合3位・シナリオ部門4位・グラフィック部門8位・ミュージック部門9位・ムービー部門6位を獲得し、アダルトゲーム月刊誌『TECH GIAN』では総合7位・シナリオ部門3位・グラフィック部門10位・サウンド部門5位・キャラクター部門4位（羽々音小鳥）を獲得し、『BugBug』では総合3位・シナリオ部門5位・ゲーム性部門28位・サウンド部門4位・ヴォイス部門9位・キャラクター部門5位（羽々音小鳥）を獲得した（表：「2012年の美少女ゲーム人気投票における本作の位置」に一覧を示す。）。
FLIGHT DIARY
ファンディスクの『FLIGHT DIARY』は、その発売月（2013年1月）のユーザー人気投票において、Getchu.comでは2位であった。発売年（2013年）の人気投票においては、Getchu.comでは全部門で圏外、『TECH GIAN』では全部門で圏外、『BugBug』ではシナリオ部門の18位を獲得し、その他の部門では圏外であった（一覧表は省略する。）。
SNOW PRESENTS
ファンディスクの『SNOW PRESENTS』は、その発売月（2014年7月）のユーザー人気投票において、Getchu.comでは5位であった。発売年（2014年）の人気投票においては、Getchu.comではキャラクター部門の16位（羽々音小鳥）を獲得し、その他の部門では圏外であった。『BugBug』では全部門で圏外であった（一覧表は省略する。）。

### 批評

#### 専門家による批評
この大空に、翼をひろげて
- 『BugBug』2012年8月号に本作のレビューが掲載された。レビュアーは、本作が一貫して部活動を中心に据えて、描ききっている点に高評価を与えている。ソアリング部の活動内容が丁寧に描かれており、特殊な部活であるゆえに専門用語が多く登場するが、作中でわかりやすく解説されるため、プレイヤーが置き去りにされることもなく、部の一員になったかのような感覚を味わえると評している。本作では、「空を自由に飛んでみたい」という誰しも一度は考える憧れに、漠然と挑戦するにとどまらず、数十年に一度出現する「モーニンググローリー」の上を飛ぶという一度きりの機会に挑むことになる。レビュアーはそのような展開に燃えるとし、先が気になり物語に引き込まれると述べている。総じてシナリオのレベルは極めて高いと評している。レビュアーイチ押しのヒロインは車椅子の少女、羽々音小鳥。「黒髪ロングで一見清楚だが、性格はひねくれており、口も悪い。」と評し、最初はムカつくこともしばしばだったとしながら、部活動を通じて少しずつ心を開いていく過程が感動的であるとしている。
- Richard EisenbeisはKotakuに寄稿したレビューの中で、「喪失」――それが身体的なものであれ、心情的なものであれ――が本作の中心的なテーマになっていると論じている。登場人物の誰もが何らかの喪失を抱えており、各ルートにおいて「いちからやり直す」ことと「問題から顔を背ける」ことの違いや、人生の新しい夢を見つけることの難しさなど、異なった切り口が提供されるとしている。また、空気力学の初歩に始まり、グライダーの組み立て、操縦方法など、非専門家を対象としたあらゆる解説を提供している点も作品の強みであると評している。技術的な説明は単に興味深いだけでなく、プロット上重要な取っ掛かりになることもしばしばであったという。総合的には、「If My Heart Had Wings really is an excellent visual novel」とかなり肯定的に評価している。
- HARDCORE GAMERにレビューが掲載されている（Bradly Halestorm、4.0/5.0）。Halestormは、本作の最大の売りは、キャラクター類型に幾分頼っているところはあるとしつつも、攻略ヒロインの人物像が作中でしっかり描ききられていることだとしている。ヒロイン全員（多くのサブキャラクターも）の個々の問題と背景は作品の主張と対立しないといい、小鳥はその最たるものであった、と述べている。本作は、一度失ったものはどんなに努力しても二度と取り戻すことはできないという状況における、友情、愛、そして新たな挑戦の物語であり、世界に我々の居場所を見つける物語であると論じている。またサウンドトラックは真の職人技の結晶であったとしている。
- Neal ChandranがRPGFanでサウンドトラックのレビューを行っている。収録されている楽曲がいずれもシンセポップを駆使して作られていることに注意を与えつつ、バブルガム・ポップの退屈なフックや、ethereal waveの弱々しいサウンドは見当たらないとし、全ての曲がそれらの複雑なメロディとハーモニーにおいて幾段階もの深みをもち、力強い存在感を放っていると評している。レビューでは多くの楽曲にケルト音楽の影響が指摘されている。巧妙な箇所ではそれらのサウンドは聴者に重力の感覚を与え、幸福の追求に避けて通れない困難な過程をイメージさせると論じ、（そうした追求の末）幸福の瞬間を感じさせる楽曲は、Chandranにとっては「Brightening Way」「Open the Wind」であるという。主題歌2曲は間違いなくゲームの基調に合っていると述べている。理由はうまく説明できないとしつつ、2つのうちでは「Perfect Sky」がChandranの好みであったという。

FLIGHT DIARY
- 『BugBug』2013年4月号に『FLIGHT DIARY』のレビューが掲載された。本編のメインストーリーであった小鳥ルートの後日譚「ソアリング部アフター」では、再び発生する様々な問題を皆で力を合わせて乗り越えていく。こうした展開に対し、レビュアーは「本編を思い出させる」とし、このアフターシナリオには「主人公たちがそれぞれの将来、新たな夢に向かって飛び立つというメッセージ性」が込められていると評している。PULLTOPがファンディスクを出すのはこれが初めてであることは意外であったとしつつ、しっかりとファンの要望に応えた内容になっていると結んでいる。
- Noisy Pixelに『If My Heart Had Wings -FLIGHT DIARY-』のレビューが掲載されている（Lynn Caramella）。『FLIGHT DIARY』は作中に選択肢が存在せず、プレイヤーの決定で物語が分岐していくということがない。一方、既に恋人同士となっているヒロインの後日譚のほかにも、本編のサブヒロインが新たな攻略対象として追加されているため、Caramellaは、『FLIGHT DIARY』は本編のような恋愛シミュレーションでないことは確かにしても、代わりにキネティックノベルのようにはプレイできるとしている。検閲（後述）の問題はあるが、その点以外に全体的な没入感や体験を損ねる特段の問題は見当たらず、物語は純粋に面白かったとしている。総合的には「All in all, If My Heart Had Wings -Flight Diary- is a very lovely spin-off of its main game If My Heart Had Wings」と肯定的な評価を下し、『FLIGHT DIARY』単体でも問題なく理解できるが――と断りつつ、事前に本編をプレイすることを強く推奨している。

SNOW PRESENTS
『BugBug』でのレビューは実施されていない。
CRUISE SIGN
ファミ通によるクロスレビューが行われている。4人のレビュアー全員が10点満点中8点を付け、合計32点で「ゴールド殿堂」入りとなった。
- シナリオ技術に関しては、「読みやすいテキストと細かい描写で展開されるので、物語に夢中になれるし、あるルートのクライマックスシーンでは感動しました」（乱舞吉田）、「クライマックスでは、伏線がうまく作用していることも手伝って、心を打たれるものがある」（ジゴロ☆芦田）、「シナリオテキストの総量は多めですが、テーマに直結した場面の描写が力強いので、ダレずに読み込めました」（戸塚伎一）など総じて肯定的な評価が与えられた。全レビュアーが、「若者たちの青春群像劇が丁寧に描かれる、素敵な作品」（乱舞吉田）という点で一致しているが、「キャラによって、シナリオのクオリティーに差が感じられる」（ジゴロ☆芦田）という指摘もあった。
- 演出に対しては、「大空をグライダーで飛翔するシーン（3D演出あり）が要所で挿入」（戸塚伎一）、「離陸時の達成感やフライトシミュレーター的な表現が、プレイを盛り上げます」（くしだナム子）などと、概ね肯定的に評価された。

海外版の翻訳・検閲について
- Halestormは、英語版の訳文には、文法上の誤り（特に時制の不一致を挙げている）・スペルミス・タイプミス・本来の意味が失われているであろう箇所が散見されると指摘し、専らテキストによって構成されるビジュアルノベルとしては大きな欠陥であるとしている。しかしながら全体としては本作は競合する他社作品を凌駕しているため、この点に対しては目を瞑れるとしている。
- Eisenbeisは、日本語版に存在したエッチシーンの描写が大幅にカットされている点に関し、それらのうちいくつかの編集（一人で浴場を使っているにも関わらずヒロインがバスタオルを身体に巻いている、しかもその手には別のタオルが握られている、カメラはヒロインの胸を映しているのに地の文は彼女の目について語っている、など）が非常に不自然であると指摘している。しかしながら、物語自体は編集の影響を（おそらく）ほとんど受けておらず、感動は損なわれていないとしている。
- FLIGHT DIARYにも露骨な性的描写は存在しないが、行為の存在は暗示されているため、Caramellaも非常な混乱を来したという。キスシーンのときですら、それが見えないように対策されていても、奇妙な効果音のためやり過ぎているように感じるのだと述べている。結局プレイヤーは、FLIGHT DIARYが元々は成人向けのコンテンツであり、性的描写に対して検閲が施されたものだと理解するだろうが、もっとましな修正の仕方があっただろうし、あるいは完全に描写を除去することもできただろう、と指摘している。
- JAPANATORに本編のレビュー（7.0/10.0）を寄稿したBrittany Vincentは、ヌードCG、性的行為のシーン、及びそれらに伴っていた大量の会話が完全に削除されたこと自体に対して懐疑的な立場をとっている。彼女がレビューの実施にあたり、日本語版の内容を調査したところ、性的には露骨であるものの作品的には意味のあったコンテンツを発見したとしている。英語版になされた検閲は物語の感動を損なってはいないがと断りつつ、大人のプレイヤーには性的なシーンを見るかどうかの選択肢を与えるべきであると主張している。

#### ユーザーの感想
2012年4月27日、体験版に寄せられたレビューをもとに公式レビューが作成・公開された。概ね肯定的な意見を紹介しているが、バックログ機能の操作性が悪い点、フォントの変更機能がない点、シーンスキップ・前の選択肢に戻る機能がない点などが不満点として挙げられている。
本編発売後のキャラクター人気投票では、小鳥が1位に選ばれた:135。意外にも2位はあげはの妹のほたるであった:135。3位は天音であったが、紺野にとってはこれも意外な結果であったという:135。佳奈子もほたる同様サブキャラクターながら4位にランクインを果たしている。
PULLTOPには「自分もグライダーやってます」といった感想や、工業系の職業に就いているユーザーからの意見が届けられた:135。中には「グライダーに乗りに行きました」といったものもあった:135。
FLIGHT DIARYの発売後にも人気投票が行われている。上位4名の顔ぶれに変わりは無かったが、3位と4位は入れ替わり、順に佳奈子、天音となった。

### 受賞
この大空に、翼をひろげて
2012年12月14日に発表された「萌えゲーアワード2012」にて、GOLD大賞およびシナリオ賞・キャラクターデザイン賞・BGM賞の各部門で金賞を受賞した。PULLTOPは美少女ゲームアワード時代の2007年度にも『遥かに仰ぎ、麗しの』で大賞を受賞しており、アワード初の同一ブランド2度目の大賞となった。
- 大賞部門（GOLD大賞）
  - 美少女ゲーム雑誌『BugBug』の編集長・大澤忠基から「派手さはないがシッカリ読み応えのあるシナリオと、透明感のある美しいビジュアル。さらにBGMや演出などの細かい気配りが、作品世界を盛り上げていく。特にグライダーで空を飛ぶシーンでのアニメを意識した演出は、感動すること請け合い。また純愛系ながらHシーンが濃密なことも素晴らしい。」と、過去作『遥かに仰ぎ、麗しの』以上の総合的な肯定的評価を受けた。

- キャラクターデザイン賞部門（金賞）
  - 同じく大澤はヒロインの「羽々音 小鳥」について「絵柄などで流行りの萌え系のポイントを押えておきながら、どこか本当にいそうな温もりが感じられる」と評したうえで、等身大で描かれるキャラクターに対し「より深く感情移入ができて、より身近に感じられる」とコメントした。

- シナリオ賞部門（金賞）
  - 雑誌『パソコンパラダイス』編集長・西平和則は「過度にドラマチックな展開こそないものの、タイトル通り「空」を目指す若者たちのリアルな青春模様と等身大の機微を丁寧に描いた」点がユーザーからの支持を得たとした。

- ユーザー支持賞（銀賞）
  - コミックマーケット準備会の山下智生は、「シナリオにおける素晴しいストーリー性と、なにより、単なる萌えに寄っていたり、またある種記号的なキャラクターではない、個性豊かなヒロインおよび登場人物の数々」によりユーザーから高い支持を得たとした。

- BGM賞部門（金賞）
  - PCゲームに関する情報サイト「Game-Style」編集長・齋藤大祐は、作中で使用されたBGMについて「ゲームの世界観や雰囲気だけでなく、シーンでの使い所もバッチリあっていて、シナリオをより引き立てていました。少し全体の統一感を大事にしすぎたきらいもありますが、ゲームの名脇役として申し分のないBGM」と批評し、「個々の楽曲は聴きやすさに重点が置かれて」いると考察を加え、「プレイしていてこれほど心地よく楽曲が聞けるゲームは久しぶりでした」とコメントした。

FLIGHT DIARY
2014年4月25日に発表された「萌えゲーアワード2013」にて、ファンディスク賞部門の金賞を受賞した。BugBug編集長の大澤は、本編でサブキャラクターだった姫城ほたると時雨佳奈子のヒロイン昇格、本編に続くアフター・ビフォアストーリーの収録などを作品の特徴として挙げ、「コンテンツが超充実で、これぞファンディスクという仕上がり」と評している。
SNOW PRESENTS
萌えゲーアワード2014 金賞・3D賞を受賞し、3年連続3作続けての受賞となった。
| \| 日付 \| 賞 \| 部門 \| 候補 \| 結果 \| 出典 \| \| -------------- \| -------------------- \| ---------------------- \| -------------------------------------- \| -------- \| ---- \| \| 2012年 \| 萌えゲーアワード2012 \| 2012年5月月間賞 \| この大空に、翼をひろげて \| 2位 \| [95] \| \| 2012年 \| 萌えゲーアワード2012 \| 2012年6月月間賞 \| この大空に、翼をひろげて \| 1位 \| [96] \| \| 2012年 \| 萌えゲーアワード2012 \| 2012年7月月間賞 \| この大空に、翼をひろげて \| 1位 \| [96] \| \| 2012年12月14日 \| 萌えゲーアワード2012 \| 大賞 \| この大空に、翼をひろげて \| GOLD大賞 \| [88] \| \| 2012年12月14日 \| 萌えゲーアワード2012 \| キャラクターデザイン賞 \| この大空に、翼をひろげて \| 金賞 \| [89] \| \| 2012年12月14日 \| 萌えゲーアワード2012 \| シナリオ賞 \| この大空に、翼をひろげて \| 金賞 \| [90] \| \| 2012年12月14日 \| 萌えゲーアワード2012 \| ユーザー支持賞 \| この大空に、翼をひろげて \| 銀賞 \| [91] \| \| 2012年12月14日 \| 萌えゲーアワード2012 \| BGM賞 \| この大空に、翼をひろげて \| 金賞 \| [92] \| \| 2013年 \| 萌えゲーアワード2013 \| 2013年1月月間賞 \| この大空に、翼をひろげて FLIGHT DIARY \| 1位 \| [97] \| \| 2014年4月25日 \| 萌えゲーアワード2013 \| ファンディスク賞 \| この大空に、翼をひろげて FLIGHT DIARY \| 金賞 \| [93] \| \| 2014年 \| 萌えゲーアワード2014 \| 2014年7月月間賞 \| この大空に、翼をひろげて SNOW PRESENTS \| 6位 \| [98] \| \| 2015年 \| 萌えゲーアワード2014 \| 3D賞 \| この大空に、翼をひろげて SNOW PRESENTS \| 金賞 \| [94] \| |                      |                        |                                        |          |        |
| 日付 | 賞                   | 部門                   | 候補                                   | 結果     | 出典   |
| 2012年 | 萌えゲーアワード2012 | 2012年5月月間賞        | この大空に、翼をひろげて               | 2位      | [ 95 ] |
| 2012年 | 萌えゲーアワード2012 | 2012年6月月間賞        | この大空に、翼をひろげて               | 1位      | [ 96 ] |
| 2012年 | 萌えゲーアワード2012 | 2012年7月月間賞        | この大空に、翼をひろげて               | 1位      | [ 96 ] |
| 2012年12月14日 | 萌えゲーアワード2012 | 大賞                   | この大空に、翼をひろげて               | GOLD大賞 | [ 88 ] |
| 2012年12月14日 | 萌えゲーアワード2012 | キャラクターデザイン賞 | この大空に、翼をひろげて               | 金賞     | [ 89 ] |
| 2012年12月14日 | 萌えゲーアワード2012 | シナリオ賞             | この大空に、翼をひろげて               | 金賞     | [ 90 ] |
| 2012年12月14日 | 萌えゲーアワード2012 | ユーザー支持賞         | この大空に、翼をひろげて               | 銀賞     | [ 91 ] |
| 2012年12月14日 | 萌えゲーアワード2012 | BGM賞                  | この大空に、翼をひろげて               | 金賞     | [ 92 ] |
| 2013年 | 萌えゲーアワード2013 | 2013年1月月間賞        | この大空に、翼をひろげて FLIGHT DIARY  | 1位      | [ 97 ] |
| 2014年4月25日 | 萌えゲーアワード2013 | ファンディスク賞       | この大空に、翼をひろげて FLIGHT DIARY  | 金賞     | [ 93 ] |
| 2014年 | 萌えゲーアワード2014 | 2014年7月月間賞        | この大空に、翼をひろげて SNOW PRESENTS | 6位      | [ 98 ] |
| 2015年 | 萌えゲーアワード2014 | 3D賞                   | この大空に、翼をひろげて SNOW PRESENTS | 金賞     | [ 94 ] |

## 関連商品

### CD
マキシシングルCD『Perfect Sky/Precious Wing』
2012年6月1日発売 / 発売元：PULLTOP
メインテーマ「Perfect Sky」、オープニングテーマ「Precious Wing」のフルバージョンとインストゥルメンタルを収録。
5月25日にゲームと同時に発売予定だったが、製造工場での重大なミスが判明したため、発売日が一週間後の6月1日に延期された。
パーフェクトコンプリートサウンドトラック『Sky, Wing and World』
#サウンドトラックを参照。
うたのかんづめ3
2014年12月28日（コミックマーケット87）発売
『神聖にして侵すべからず』『この大空に、翼をひろげて』『ココロ@ファンクション!』で使用されたボーカル曲10曲のフルバージョンに加え、ボーナストラックとして天音＆イスカのツインボーカルによる「Precious Wing-TWIN VOCAL Ver-」を収録。
フルコンプリートサウンドトラック『ALL skies』
2017年5月26日に発売。

### 書籍
この大空に、翼をひろげて ビジュアルファンブック
2012年11月30日発売 / 監修：PULLTOP / 発行：エンターブレイン / ISBN 978-4047285675
キャラクター・ストーリー紹介、特典・グッズ・宣材などで使われたイラストギャラリー、グライダー・作品舞台・キャラクターデザイン・オープニングムービーなどの設定資料、開発スタッフインタビュー、キャストコメントなどを収録。

### ゲーム
メガミエンゲイジ!
オンライン戦略シミュレーションカードバトル。本作品の登場人物がカードで参加している。
桃色大戦ぱいろん+（ぷらす）
オンライン対戦麻雀ゲーム。本作のヒロイン5名が参戦。
輝光翼戦記 銀の刻のコロナFD
期間限定ダウンロードのキャラクター追加パッチをあてると羽々音小鳥が追加された。現在はダウンロード期間終了。